# Cut the Cord
«Cut the Cord» es una canción de la banda de rock estadounidense Shinedown. Fue lanzado el 29 de junio de 2015 como el sencillo principal del quinto álbum de estudio Threat to Survival (2015). La canción alcanzó el número 1 en la lista Billboard Mainstream Rock, su noveno sencillo en hacerlo.
También ha sido la canción oficial del evento de pago por visión (PPV) de la WWE Hell in a Cell.

## Lanzamiento
La canción fue lanzada el 29 de junio de 2015 como un clip de audio y un sencillo, y el video musical que la acompaña fue lanzado al día siguiente.

## Significado de la letra
A través de una publicación en la página de Facebook de la banda, el vocalista Brent Smith describió "Cut the Cord" como "la declaración al mundo de que no te rendirás, no te rendirás y te negarás a fallar". En una entrevista con la revista estadounidense Billboard, Smith dijo que la canción era "brutalmente honesta y sin complejos". También lo describió como esencialmente "una llamada de atención que nos recuerda a todos que podemos controlar nuestro propio destino al encontrar el coraje y la tenacidad para destruir lo que sea que nos esté reteniendo".

## Posicionamiento en lista
| Lista (2015)                  | Posición |
| ----------------------------- | -------- |
| US Hot Rock Songs (Billboard) | 28       |